# NGC 1577
NGC 1577 је спирална галаксија у сазвежђу Еридан која се налази на NGC листи објеката дубоког неба.
Деклинација објекта је - 10° 5' 56" а ректасцензија 4h 26m 20,5s. Привидна величина (магнитуда) објекта NGC 1577 износи 12,7 а фотографска магнитуда 13,5. NGC 1577 је још познат и под ознакама NGC 1575, MCG -2-12-14, IRAS 04239-1012, PGC 15090.